# Itchan Kala
Itchan Kala ou Ichan-Kala (em usbeque: Ichan qalʼa) é a cidade interior muralhada situada no centro de Quiva, Uzbequistão, que desde 1990 está classificada como Património Mundial pela UNESCO. Nela se encontram mais de 50 monumentos históricos e 250 casas antigas, que datam sobretudo dos séculos XVIII e XIX, que formam um exemplo coerente e bem preservado da arquitetura islâmica da Ásia Central, não obstante ter muito poucas edificações antigas, à exceção do baluarte de Ak Cheikh Bobo (do século XII e do mausoléu de Sayid Alauddine (do século XIV). A muralha do Itchan Kala, que delimita o perímetro da cidadela, forma um retângulo alongado no sentido norte-sul, com 650 por 400 metros e 26 Ha.
Quiva situa-se num oásis, nos limites do deserto de Karakum, que fica imediatamente a sul da cidade, alguns quilómetros a sul do rio Amu Dária (antigo Oxo) e a sudoeste do deserto de Kyzyl Kum. Embora algumas fontes refiram que os vestígios arqueológicos mais antigos datam do século VI d.C. e os registos históricos mais antigos sejam do século X, oficialmente a cidade foi fundada no século VI a.C. e segundo algumas obras soviéticas da década de 1970 já existia no século XIII a.C. A cidade era o último local de paragem das caravanas, nomeadamente da Rota da Seda, antes da travessia do deserto em direção ao mar Cáspio, situado cerca de 200 km a ocidente em linha reta, e da Pérsia. Foi uma cidade importante da Corásmia, que se desenvolveu muito durante os séculos IX e X, quando fazia parte do Império Samânida e pode ter chegado a ter 800 mil habitantes. Entre o século XVI e o início do século XX foi a capital do Canato de Quiva.

## Monumentos mais relevantes
A classificação de Património Mundial dá especial destaque à Mesquita Juma, vários mausoléus e madraças, bem como de dois palácios magníficos construídos no início de século XIX por Alaculi Cã.

### Muralhas

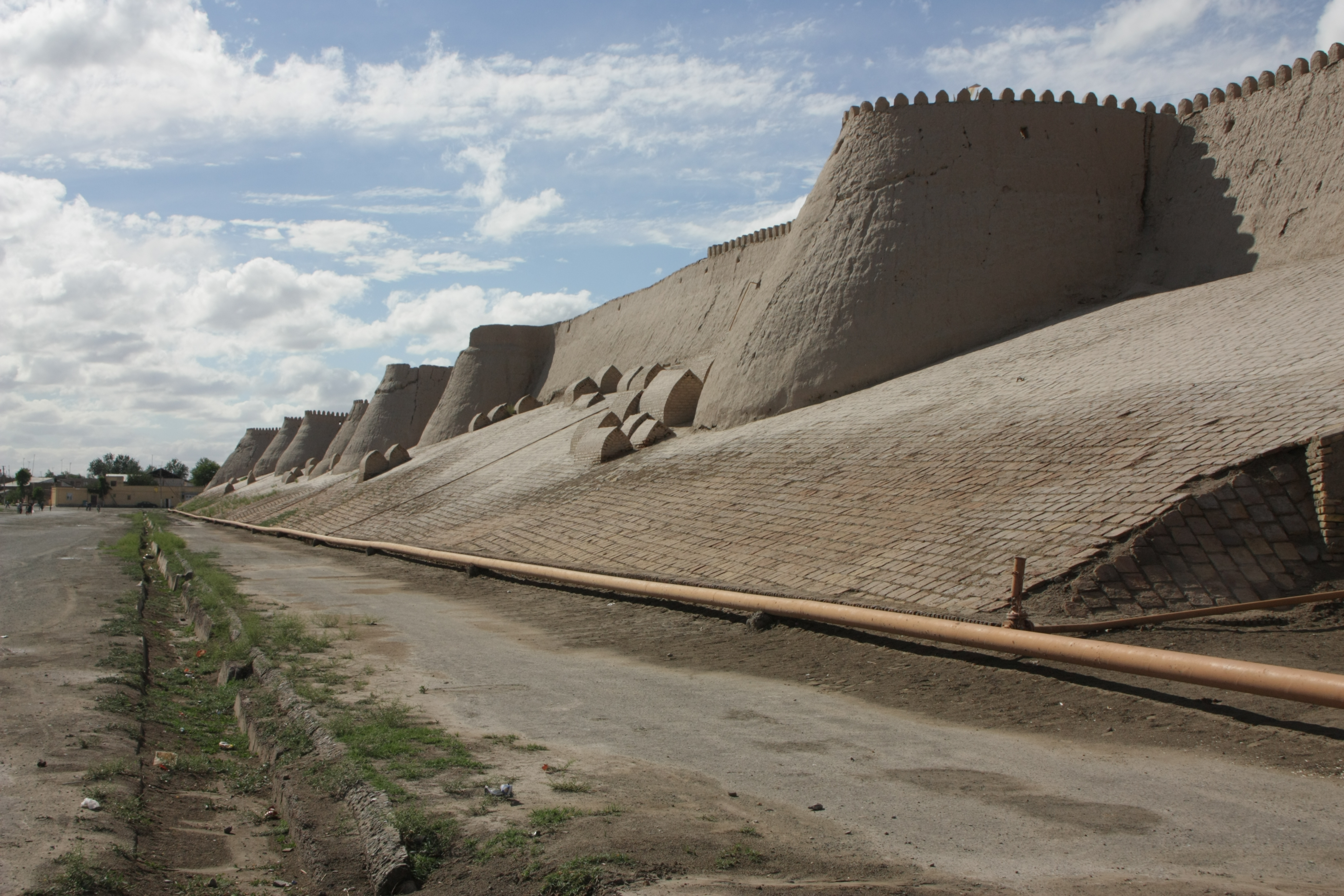
Lado sul das muralhas de Ichan Kala

Apontadas como uma das construções mais impressionantes de Quiva, as muralhas de adobe que rodeiam Itchan Kala têm mais cerca de 2,2 km de perímetro e nos pontos mais impressionantes têm dez metros de altura e oito metros de espessura. A maior parte do que se vê atualmente data do século XVII, embora haja partes que remontam ao século V d.C. e as muralhas que foram erigidas no século XIV,  tivessem a mesma planta das atuais. Quiva teve muralhas muitos séculos antes disso. No século IV a.C. os corésmios construíram uma muralha dupla para conterem as constantes tentativas de invasão dos persas aqueménidas. A erosão do deserto levou a que essas muralhas tivessem que ser reconstruídas nos primeiros séculos d.C. Em 709 foram destruídas, como o resto da cidade, pelo general do Califado Omíada Cutaiba ibne Muslim, durante a conquista islâmica da Transoxiana.
A muralha tem quatro portas, uma em cada um dos lados. Embora tenham aspeto antigo, as portas que se vêm atualmente foram reconstruídas nos séculos XIX e XX. A porta ocidental, chamada Ata Darvoza ("Porta do Pai") é a entrada principal da cidadela. Foi reconstruída em 1975, pois a original foi demolida na década de 1920. No lado de fora desta porta, à direita, há uma estátua de Maomé ibne Muça Alcuarismi (al-Khwārizmī), um eminente cientista do século IX, considerado o pai da álgebra, que nasceu em Quiva c. 780.
A Baggcha Darvoza ("Porta do Jardim"), no lado norte, foi reconstruída no século XIX e era onde os funcionários da alfândega cobravam taxas às caravanas que entravam na cidade vindas de Urgench. A Polvon Darvoza ("Porta dos Guerreiros"), no lado oriental, data de 1806 e foi a entrada para o mercado de escravos, um negócio pelo qual Quiva era famosa nos séculos XVIII e XIX. A Tash Darvoza ("Porta de Pedra"), no lado sul, foi construída durante o reinado de Alaculi Cã (r. 1825–1842); nela existiu uma casa da guarda e uma alfândega.

### Kunya Ark

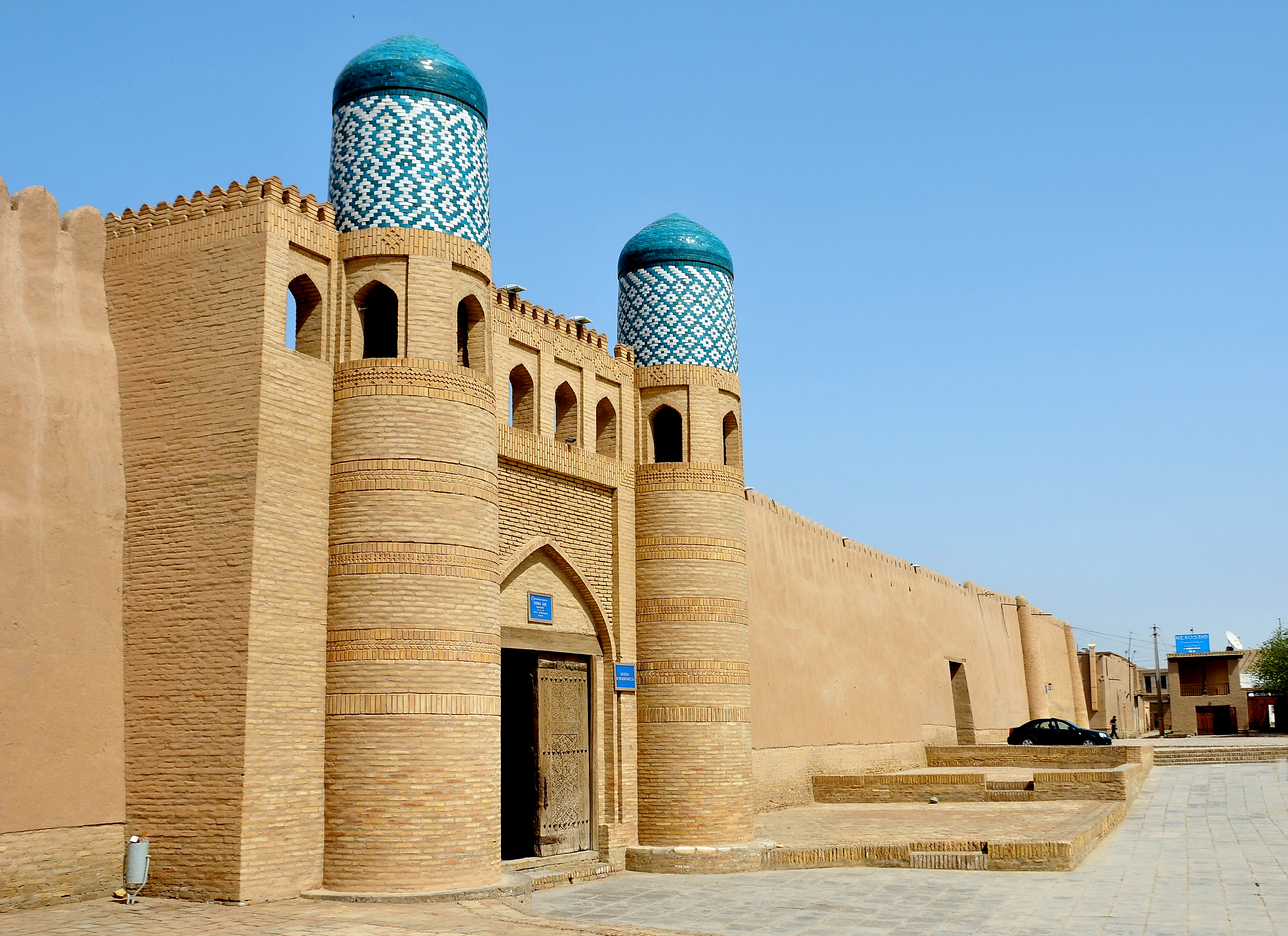
esquerda Porta da Kunya Ark

O seu nome significa "Velha Fortaleza" e foi usada como uma das residências de verão do cã até 1919. A sua construção foi iniciada em 1686-1688, durante o reinado de Arangue Cã. Adquiriu a sua estrutura atual a partir do reinado de Iltazar, filho de Arangue (r. 1804–1806). Na fortaleza destacam-se os seguintes elementos:
A Mesquita de Verão, datada de 1838, carateriza-se por um imponente ivã (ou iwan) com seis colunas, teto muito colorido e paredes revestidas de azulejos azul com motivos geométricos e vegetais feitos realizados sobretudo por Abedalá Jim. Devido ao ivã estar voltado a norte, para tornar o edifício mais fresco, o mirabe está voltado a sul e não em direção a Meca, como é usual. A mesquita é dedicada a Abu-Becre, segundo califa e companheiro de Maomé.
A Zindan (prisão) situa-se no exterior da entrada principal, à sua esquerda. Atualmente tem duas salas, onde as condições de encarceramento são representadas por manequins. A primeira sala tem em exposição instrumentos de tortura e de execução.
A Kourinich Khana (sala do trono) propriamente dita foi construída em 1804-1806 e é um grande salão que dá para um ivã. Era usada pelo cã para as suas audiências públicas. O trono estava num nicho situado à direita quando se entra. O chão é decorado com motivos geométricos coloridos. O que se vê atualmente é um cópia, pois o original está no Museu Hermitage de São Petersburgo. O governo uzbbeque tem vindo a insistir, sem sucesso, na sua devolução. O ivã é sustentado por duas colunas cujas bases são em mármore gravado. O teto é de madeira pintada, com predominância de tons amarelos e vermelhos. As paredes são decoradas com majólica onde predominam os azuis e o branco. As portas que dão acesso à sala são finamente trabalhadas. O ivã está virado a norte para proteger a sala do trono do calor excessivo durante o verão. No inverno, as audiências também decorriam num yurt instalado na plataforma circular que se encontra no meio do pátio interno. O pátio exterior está rodeado de edifícios, alguns deles com lógias.
O baluarte de Ak Cheikh Bobo (do xeique branco) é o edifício mais antigo de Quiva. Foi construído no século XII e deve o seu nome a um personagem venerado, Moukhtar Vali, o "xeique branco", que ali residiu no século XIV. Foi usado como torre de vigilância e arsenal de munições. No cimo tem-se uma vista panorâmica sobre a cidade e os seu arredores.

### Toshhovli
Também grafado Tach Khauli e Tach Khavli, o seu nome significa "palácio de pedra". Foi construído pelo cã Alaculi entre 1830 e 1838 e situa-se na parte oriental de Itchan Kala. Foi a residência dos cãs até 1880, quando Maomé Raxim II mudou a residência real de volta para a Kunya Ark. Tem mais de 260 divisões e a decoração é obra sobretudo de Abedalá Jim.

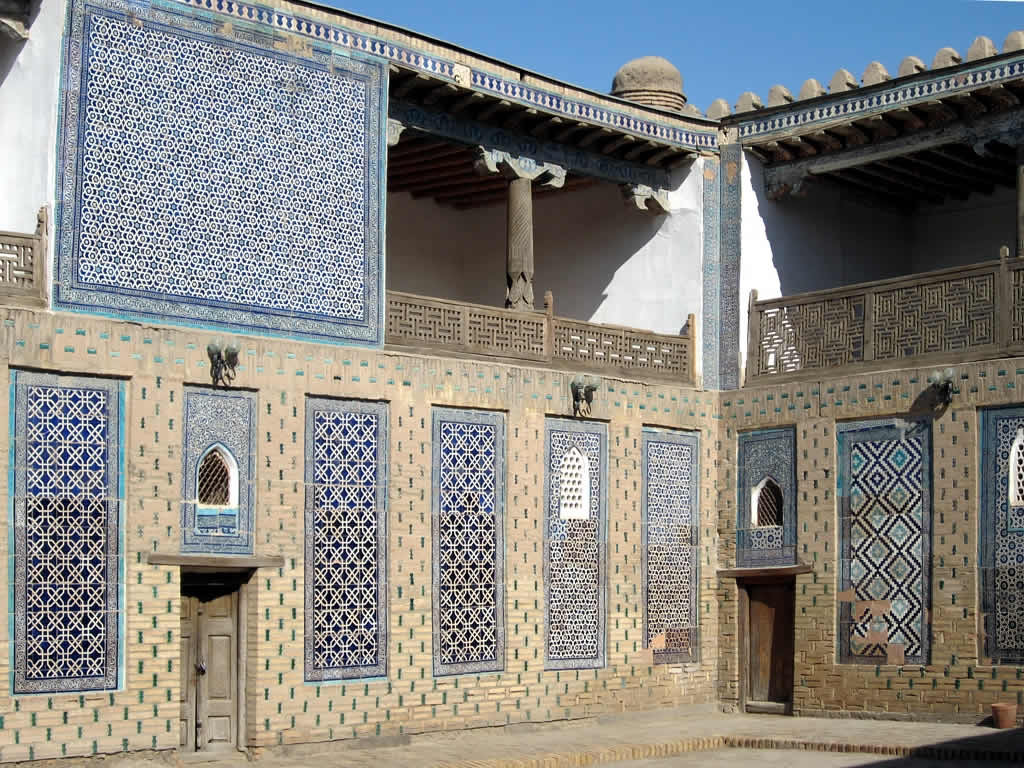
Pátio do harém do Toshhovli

As diferentes partes do edifício foram construídas conforme a sua função e constituem um conjunto compacto agrupado em redor de três pátios, cada um dels correspondente a uma das três funções principais: o harém (1830–1832), que cobre a metade norte do palácio, o salão de receções ou Ichrat Khauli (1832–1834), situado no quarto sudeste, e a corte de justiça ou Arz Khauli (1837–1838), que cobre aproximadamente o quarto sudoeste. Estas três unidades são caraterizadas pelos princípios do pátio em ivã com uma coluna, usado isoladamente ou de forma agrupada, como é o caso do pátio do harém.
O harém tem cinco ivãs na parte sul do seu pátio: quatro eram destinados a cada uma das esposas legítimas do cã e a quinta, à esquerda e ligeiramente mais alto, mais largo e decorada de forma mais rica, era o do cã. Cada ivã é separado do que lhe é adjacente por uma parede sólida ou por uma construção que compreende uma entrada encimada por uma janela. Todos os ivãs têm uma coluna em madeira finamente esculpida sobre um pedestal de mármore. Entre o pedestal e a coluna foi colocado um um disco de feltro para preservar os efeitos de sismos. a parte norte do harém estava reservada a criadas e concubinas e no piso superior apresenta uma alternância de lógias e partes maciças. A decoração do conjunto é caraterizada principalmente por ladrilhos de faiança com motivos geométricos e florais em tons de azul e branco. As paredes são incrustadas com pequenos elementos cor de jade que lembram um símbolo zoroastrista.
O Ichrat Khauli (salão de receções) está disposto em volta dum pátio quadrado e tem um ivã no lado sul, decorado com majólica. A parte oriental do pátio tem duas plataformas circulares destinadas à instalação de tendas para receber os convidados que ali ficavam hospedados.
O Arz Khauli (corte de justiça) era o local onde o cã resolvia disputas e aplicava justiça. As paredes também são decoradas com revestimentos de faiança. Duas escadas laterais dão acesso à plataforma elevada do ivã, na parte inferior da qual há três portas. No pátio há uma plataforma destinada à instalação de um yurt, que fica no prolongamento da coluna do ivã, em perfeita simetria.

### Madraça de Maomé Raxim

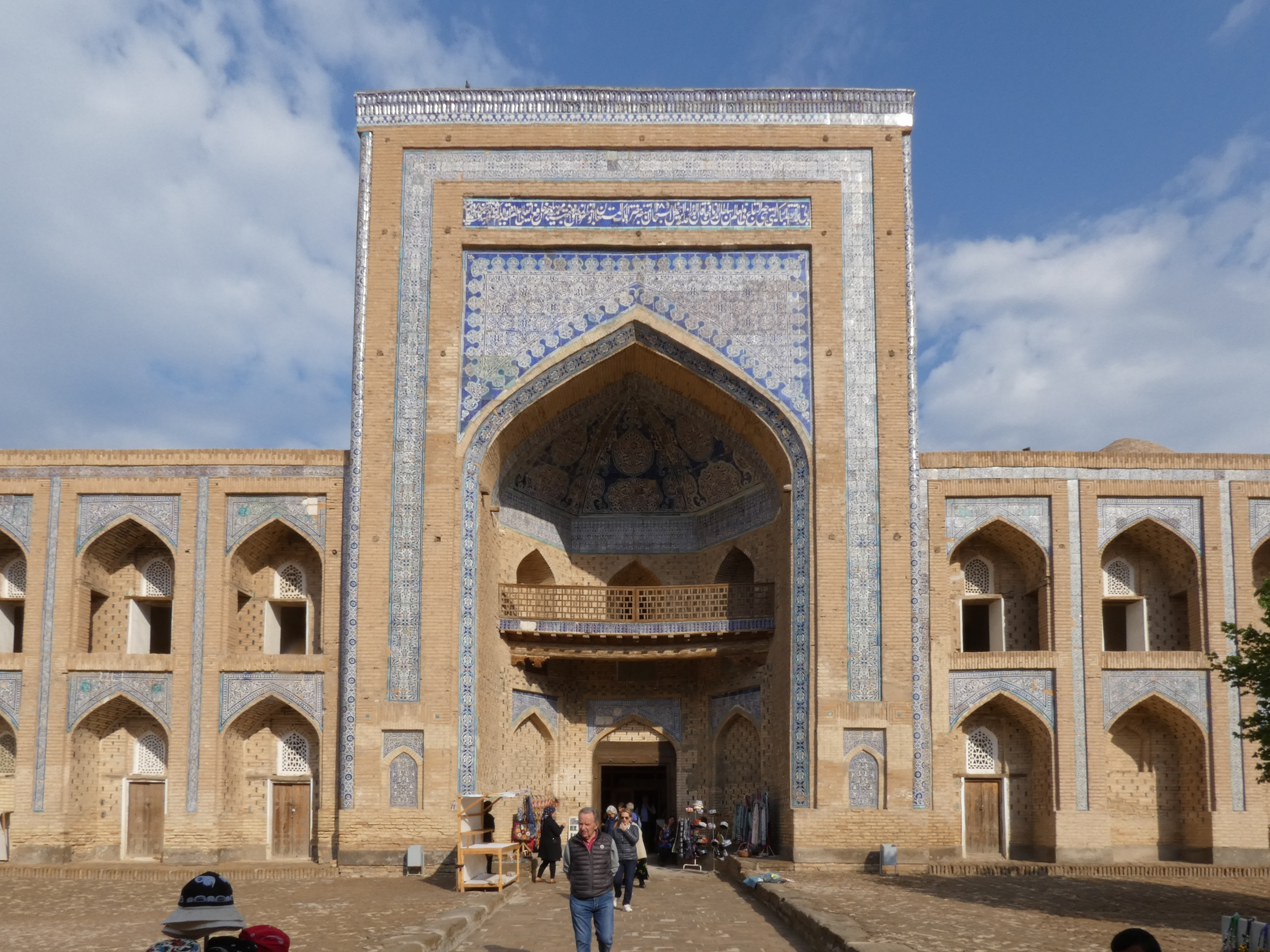
Portal do pátio exterior da Madraça de Maomé Raxim

Construída em 1871 pelo cã Maomé Raxim II (ou Muhammad Rahim), que nela compunha poemas que assinava com o pseudónimo Ferouz. Em frente à fachada principal com dois pisos, há um pátio exterior rodeado de construções com cúpulas de um andar. O acesso ao pátio principal é feito por um pichtaq (portal do ivã) imponente.
O pátio principal tem quatro ivãs com quatro pequenas torres nos ângulos. Os ivãs têm um friso alto com inscrições em nastalique. No meio do pátio principal há um jardim quadrado, perto de uma fonte. A madraça tinha 76 hujras (celas de habitação dos estudantes).  Cada um dos quatro cantos do pátio permite o acesso a três celas. A estrutura externa das celas segue um padrão clássico: nicho com porta de madeira esculpida, travessa e em cima uma janela em forma de grade geométrica de cor esbranquiçada. Numa das salas da madraça está instalada uma exposição da história dos cãs de Quiva. É frequente realizarem-se regularmente no pátio principal espetáculos de funâmbulos acompanhados por músicos.

### Mausoléu de Paclavã Mamude

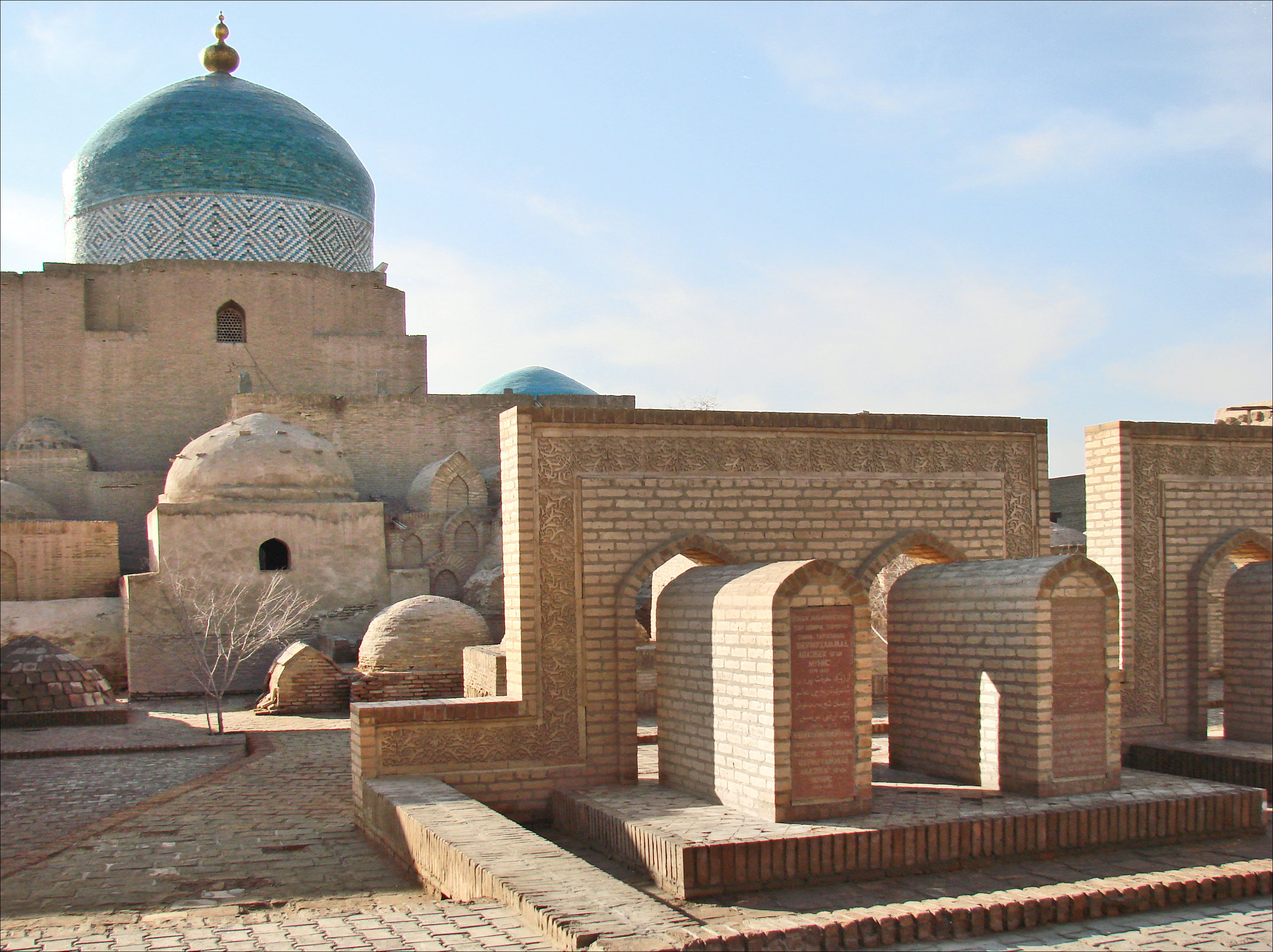
Mausoléu de Paclavã Mamude

Na realidade trata-se dum complexo funerário onde há vários túmulos. Pakhlavan Mahmud (1247–1325) foi um poeta e guerreiro célebre que se tornou o padroeiro de Quiva e que quis ser enterrado no seu atelier, que foi por isso transformado num mausoléu. Mais tarde, os seus discípulos também quiseram ser sepultados perto dele, pelo que com o tempo o cemitério foi crescendo. A construção do complexo durou do século XIV ao século XX. Entre 1810 e 1835, Maomé Raxim I e o seu filho Alaculi mudaram rapidamente o conjunto dando-lhe a sua fisionomia atual.
A entrada do complexo abre-se para um pátio rodeado de  por celas à esquerda, um khanaqah e mausoléus em frente, uma mesquita de verão e um poço à direita (onde jovens casais que querem ter filhos vão beber água). O edifício central tem um grande salão quadrado rematado por uma cúpula alta revestida a azulejos azuis esmaltados. O túmulo de Paclavã Mamude encontra-se na sala à esquerda do salão. A decoração interior do edifício é da autoria de Abadalá Jim. Em 1913, foi construído um edifício de um andar no pátio, destinado a albergar os túmulos da mãe e dum filho (Timur), de Isfandiar Cã, e inicialmente também o deste último. Porém, só a mãe está lá sepultada, devido ao facto de haver uma antiga regra que só permitia que fosse enterrado no complexo quem morresse em Itchan Kala, o que não aconteceu com Timur e Isfandiar. Há outros túmulos no interior e nas vizinhanças do complexo.

### Outros monumentos

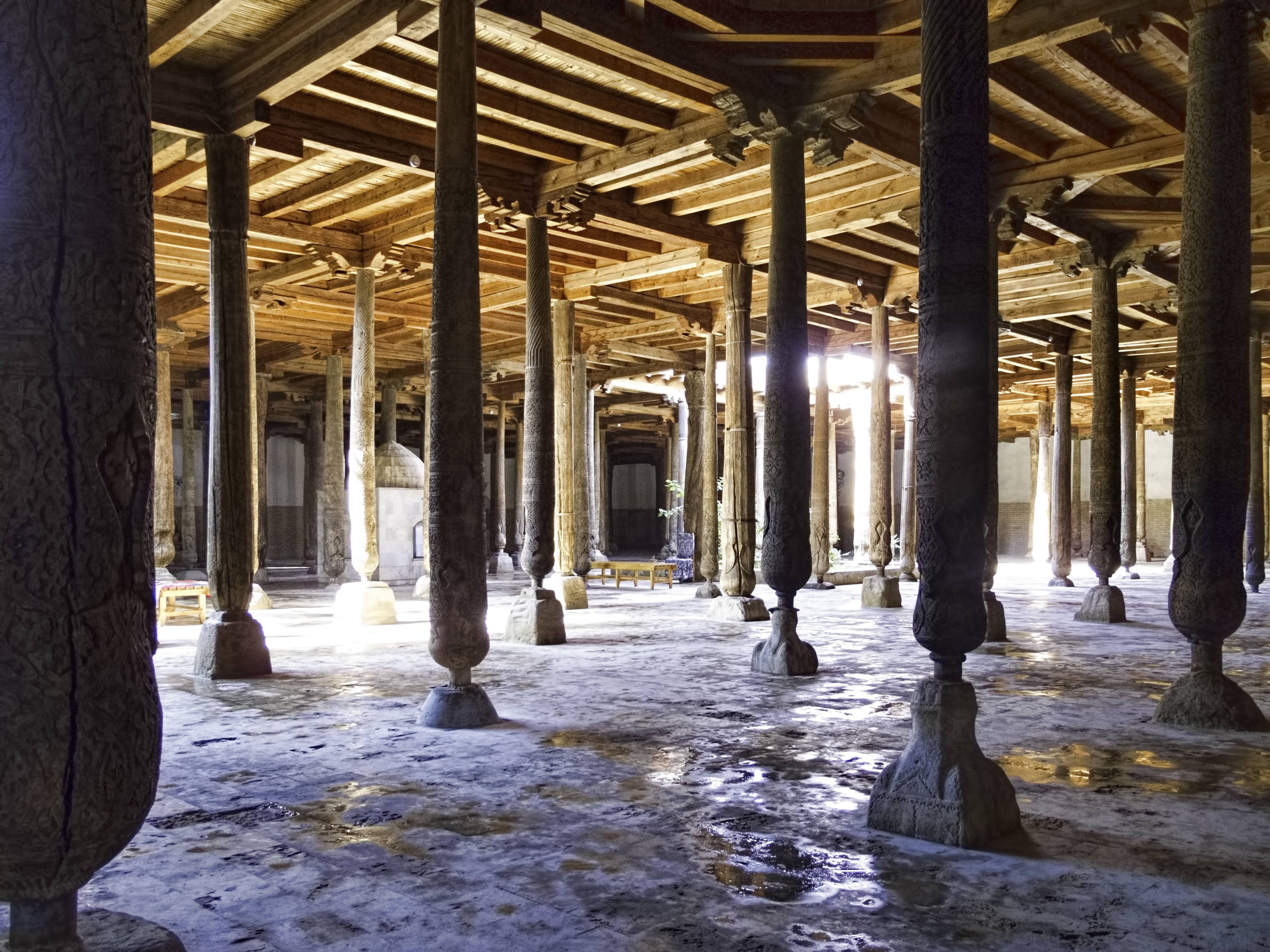
Mesquita Juma

A Mesquita Juma (mesquita congregacional ou de sexta-feira), também grafada Djuma, é constituída por uma grande sala com telhado plano, iluminada por duas aberturas retangulares ao nível do telhado. O teto é sustentado por treze fileiras de dezassete colunas de madeira, algumas das quais, as mais antigas, provêm de antigos edifícios destruídos. As colunas são de diferentes períodos (algumas dos séculos X, XI, XIV e XV), pelo que podem ser mais antigas do que a própria mesquita, cuja última reconstrução data de 1789.
A Madraça Maomé Amim Cã foi construída entre 1851 e 1855 por Maomé Amim, um dos cãs mais célebres de Quiva. Era a maior madraça da cidade, com capacidade para cerca de 250 estudantes. Atualmente é um hotel. O pátio interior está rodeado de dois pisos de celas. No exterior, o peshtoq (portal) é impressionante e tem uma varanda de madeira. Em cada um dos quatro cantos da madraça há quatro torres de ângulo (guldastas).
O Kalta Minor ("minarete curto") é um dos monumentos mais conhecidos da cidade. É uma grande torre azul na praça central de Itchan Kala situado junto à Madraça Maomé Amim Cã. Começou a ser construído em 1852 por ordem do cã de Quiva Maomé Amim Cã, com a intenção de ser o mais alto da Ásia Central, mas quando o cã morreu, em 1855, o seu sucessor não chegou a completá-lo. Em vez dos 70 metros de altura projetados, ficou-se pelos 29 m. Uma escada interior permite subir ao seu topo.

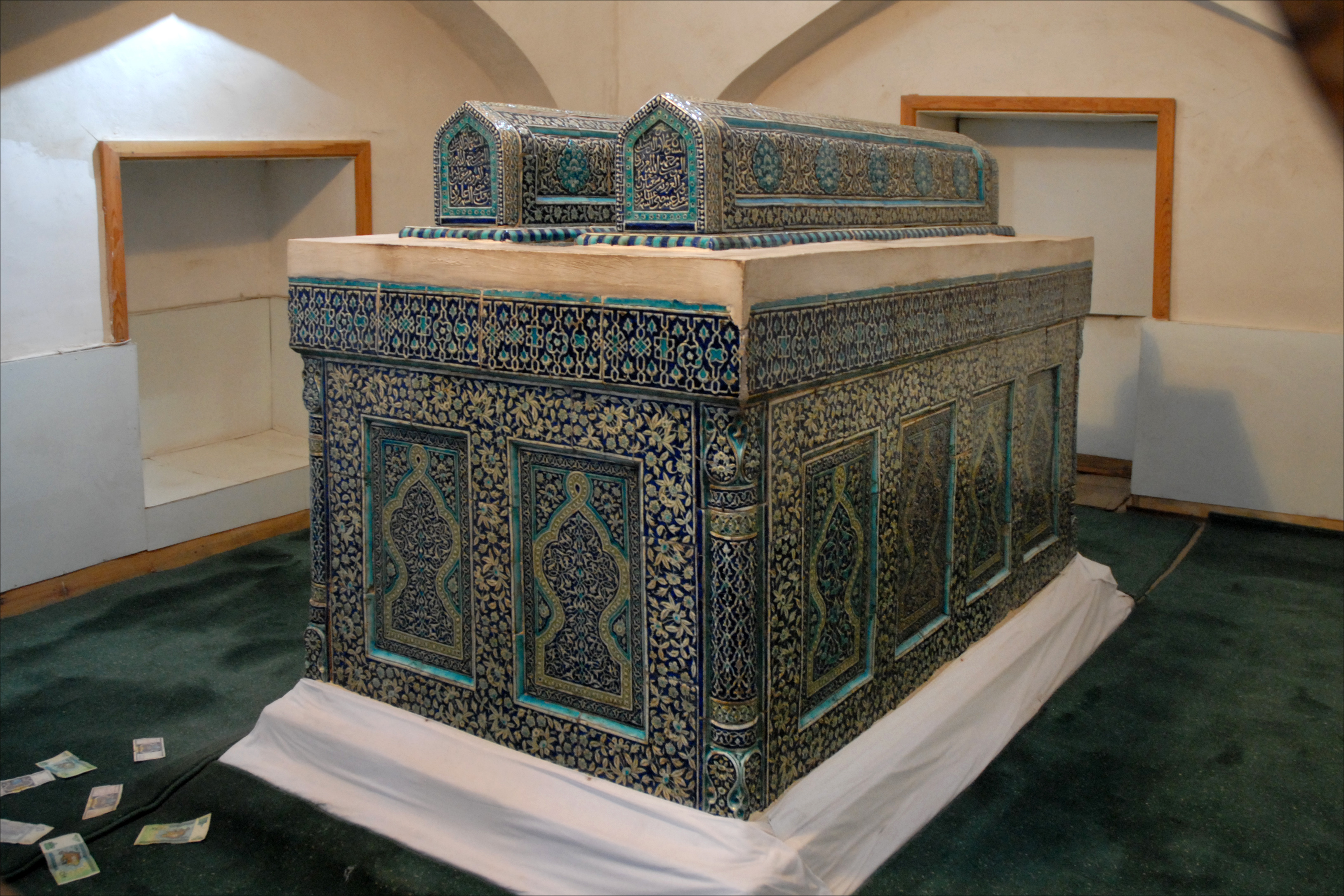
Túmulo de Sayid Alauddine

O Mausoléu de Saíde Alaudim (ou Said Aloviddin) foi erigido pouco depois da sua morte em 1303, o que faz dele um dos monumentos mais antigos de Quiva. Tem duas salas, uma funerária e outra de oração (ziatkhona), construída só no século XIX. O túmulo está decorado com azulejos de cerâmica esmaltada com motivos vegetais em branco e azul. Foi reconstruído em 1825 por Amir Kulal, um ceramista originário de Bucara, que deveria ter sido enterrado ao lado de Sayid Alauddine mas tal não sucedeu porque, porque morreu em Bucara. Isso explica a existência de duas sepulturas e apenas um corpo. Como noutros locais, a arquitetura combina o cubo e a cúpula, duas formas fundamentais herdadas do Império Bizantino, que simbolizam as ligações entre a terra e o céu e traçam o caminho que o mestre sufi segue para se aproximar de Alá.
A Madraça de Islam Coja (em usbeque: Islomxoʻja madrasasi) e o seu minarete são de 1908 e 1910, respetivamente. Islam Khodja foi o grão-vizir e sogro do cã Isfandiar. Ambos os monumentos são dos últimos exemplos notáveis da arquitetura islâmica na Ásia Central. O minarete, com 45 metros de altura, é o mais alto de Quiva. É ligeiramente cónico, com o diâmetro superior inferior ao da base. No seu exterior, faixas de cerâmica azul alternam com tijolos de cor ocre. A madraça tem 42 celas e atualmente alberga o Museu de Artes Aplicadas. O lado ocidental (da entrada), tem arcos cegos; a sul da entrada encontra-se a enorme cúpula do salão principal.
A Madraça de Cutlugue Murade Inaque (ou Qutlugʻmurod inoq) deve o seu nome ao primeiro cã da dinastia Cungrate, tio de Alaculi Cã. Situa-se em frente da Madraça de Aliculi Cã e foi construída entre 1804 e 1812. A fachada exterior tem dois pisos de celas em cada um dos lados do portal. O interior é pouco decorado. Foi a primeira madraça de Quiva a ter dois pisos de celas. As fachadas dos pátios têm dois pisos e cada uma delas tem um ivã.  Depois do pátio interno, há uma cisterna (sardoba) encimada por uma cúpula visível no pátio.
A Madraça de Alaculi Cã (ou Madraça de Olloquli) é de 1834 e abre-se para um peshtoq alto decorado de forma clássica, com cores dominantes azuis e branco. Era o portal mas alto da cidade. No interior as celas repartem-se por dois pisos num pé de trinta metros que tem quatro ivãs. Os quatro cantos internos são chanfrados e permitem o acesso a três celas em cada andar. A construção da madraça fez parte dum vasto plano de reconstrução desta parte da cidade durante o reinado de Alaculi Cã (ou Olloquli Cã).
A Mesquita Ak ("mesquita branca") é caracterizada principalmente pelas suas portas finamente cinzeladas. Embora a sua construção original tenha sido iniciada no século XVII pelos governantes xaibânidas, o edifício atual foi construído entre 1832 e 1842, durante o reinado de Alaculi Cã. Outra construção deste cã é o  Caravançarai de Alaculi Cã, de 1832, situado perto da porta oriental; durante a sua construção foram demolidas parte das muralhas existentes no local.
O Palácio Narallabay (ou Nurullaboy ou Isfandiar) situa-se na cidade exterior (Dichan Kala) e foi construído em 1912. O seu estilo mistura a arquitetura local com influências russas (por exemplo nos fogões decorados com porcelana vindos de São Petersburgo). Inclui um vasto salão de baile, uma sala de receção, outra de repouso e uma de música.

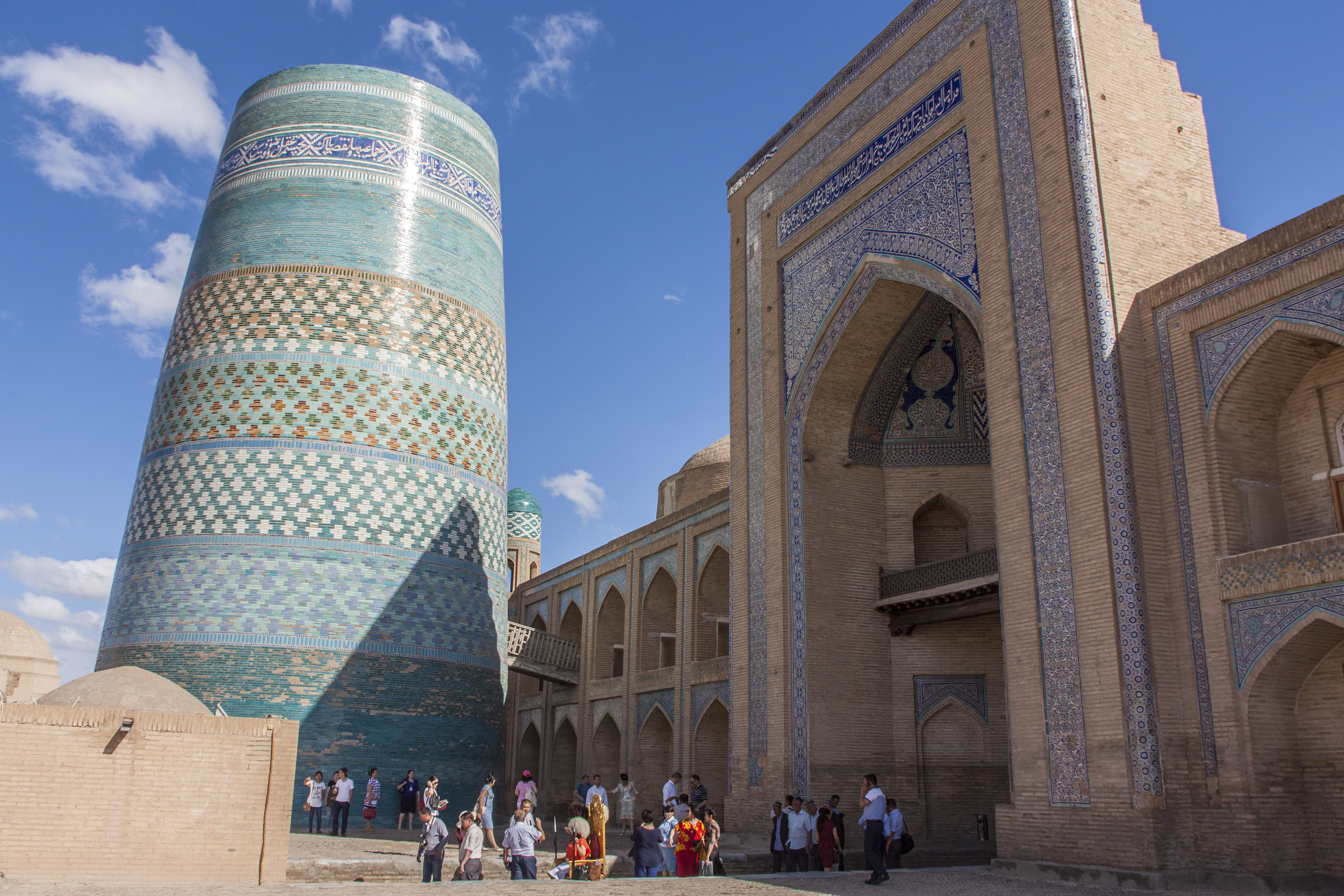
Madraça Maomé Amim Cã e 'Kalta Minor ("minarete curto")
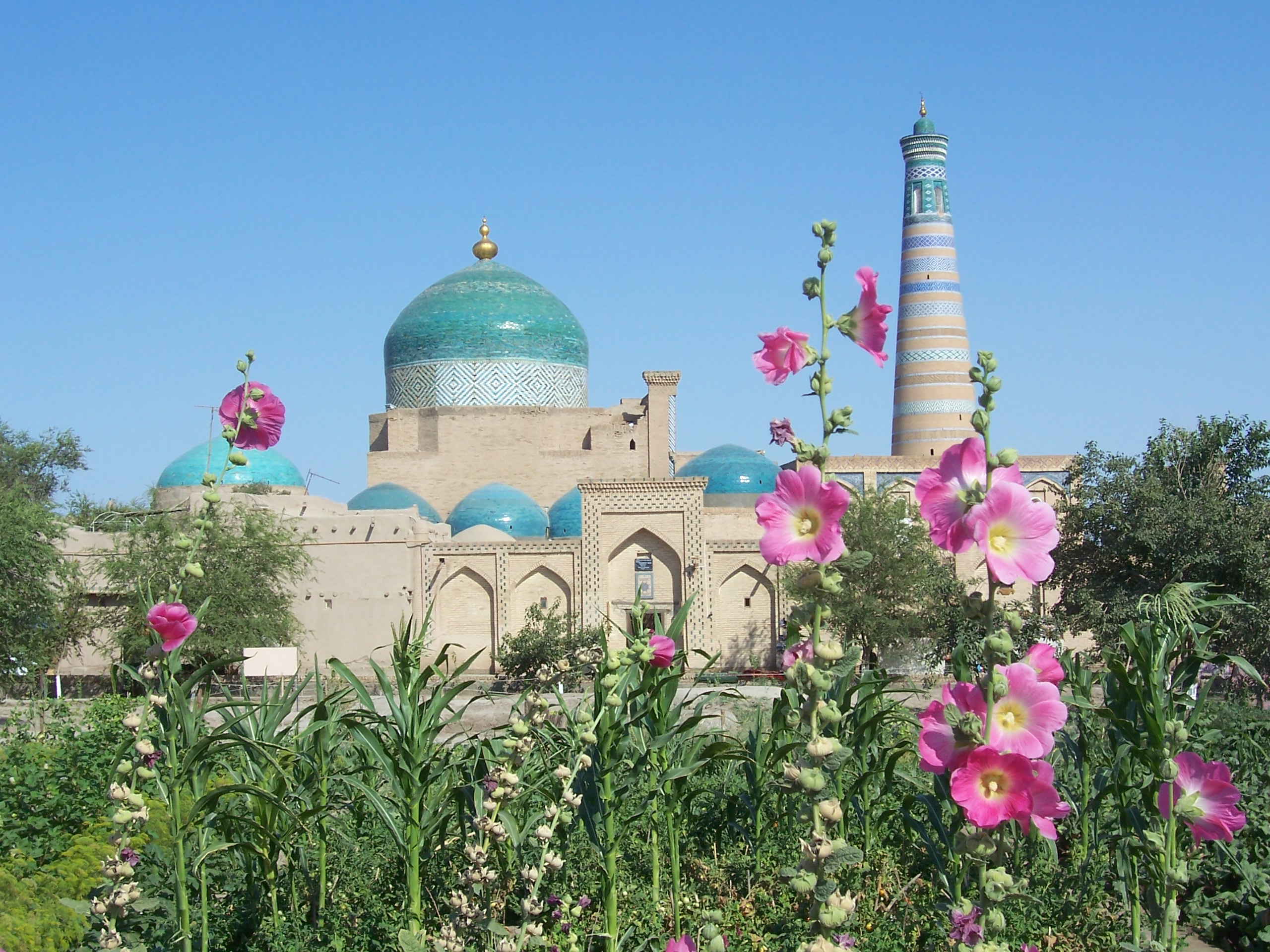
Madraça de Islam Khodja (Islomxoʻja madrasasi) e o seu minarete
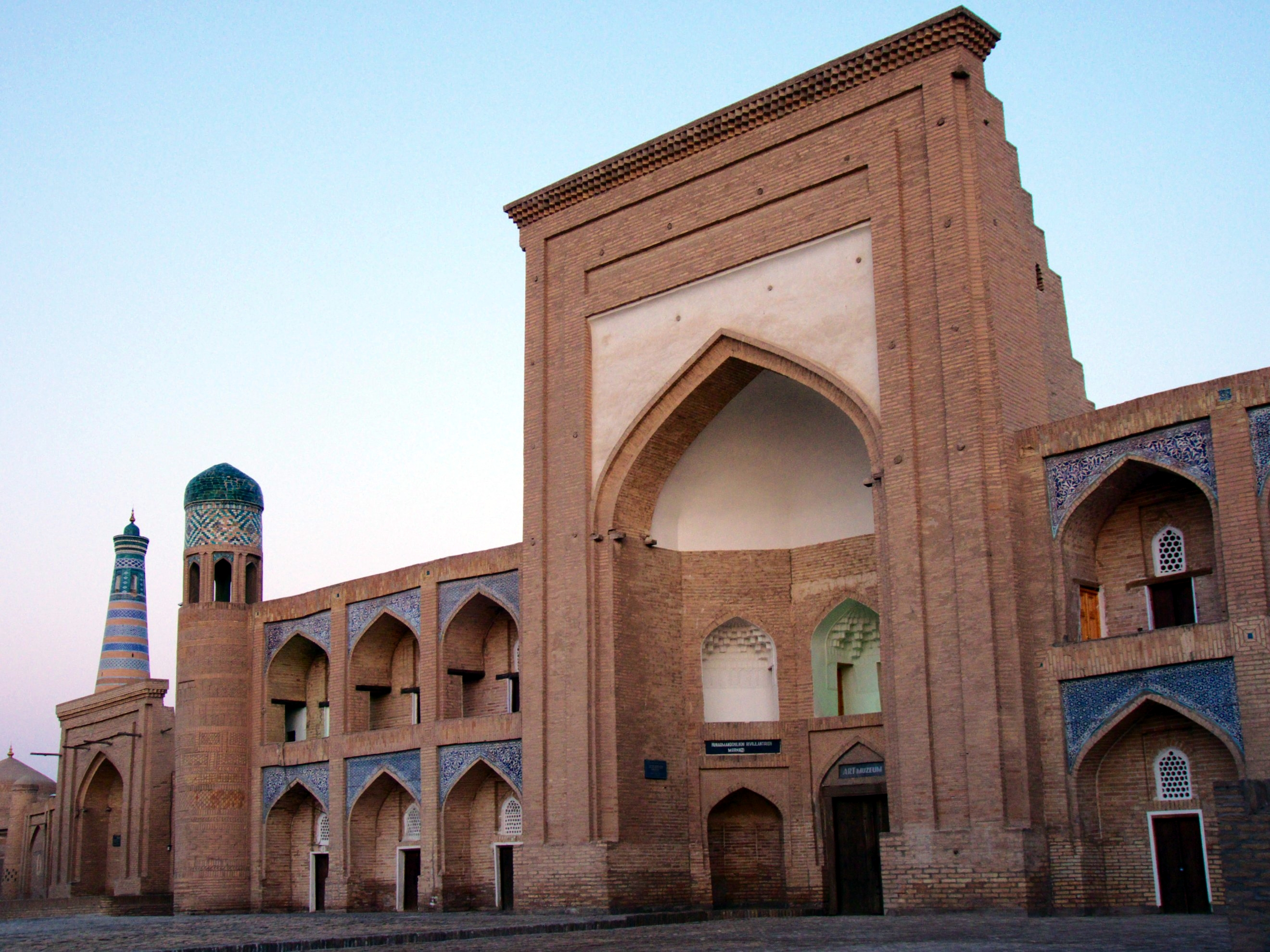
Madraça de Kutlug Murad Inak (ou Qutlugʻmurod)
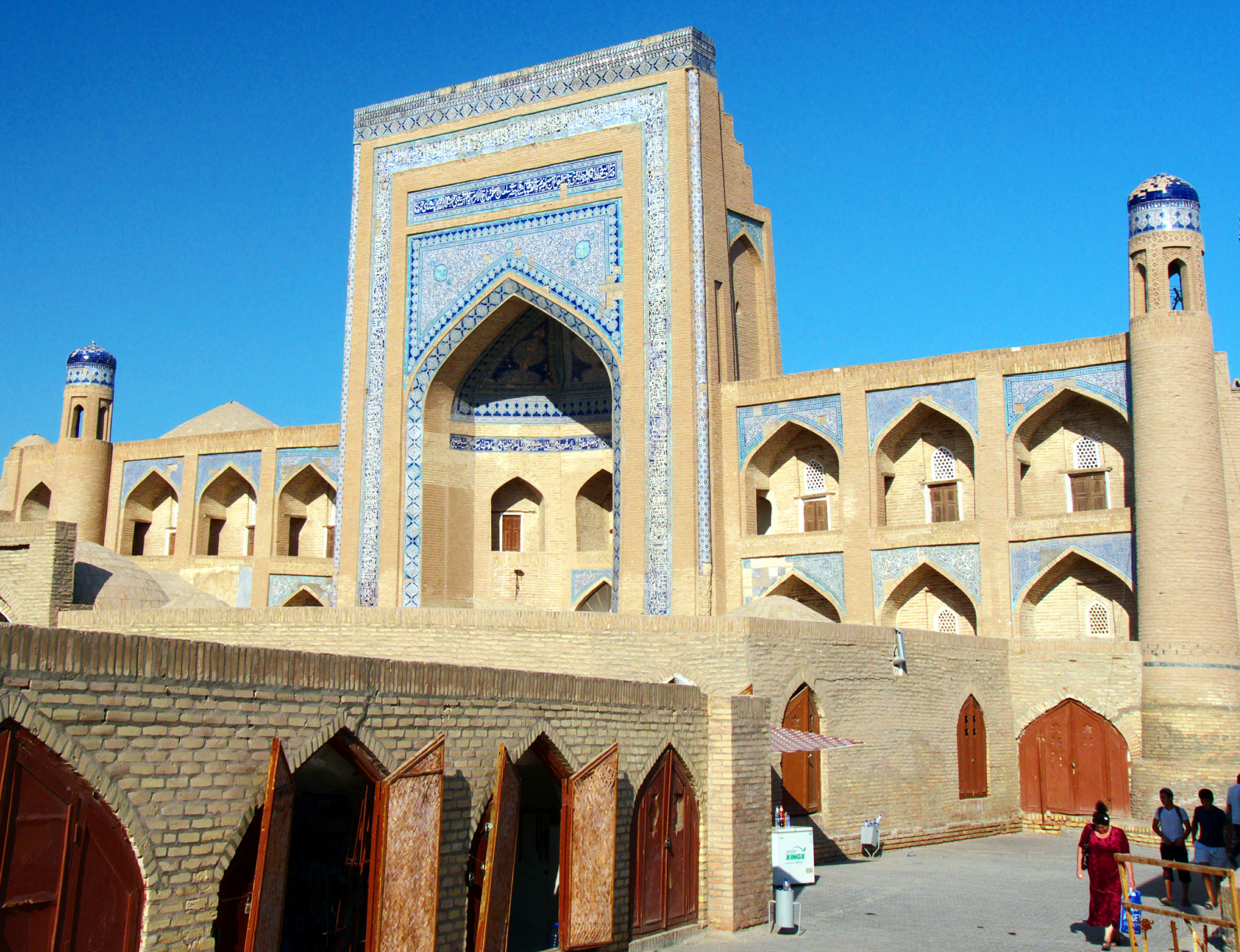
Madraça de Alaculi Cã (ou Madraça de Olloquli)
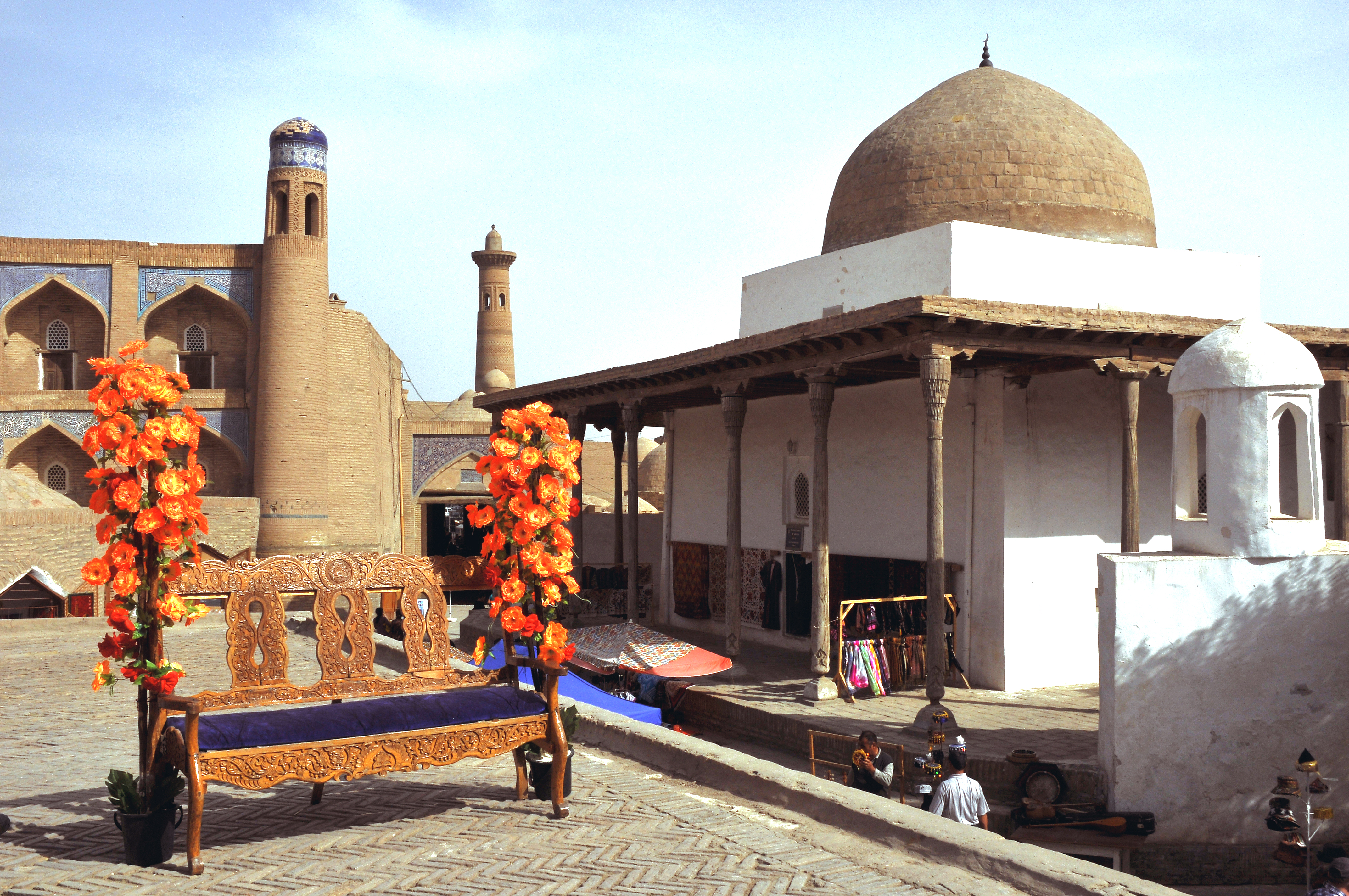
Mesquita Ak ("mesquita branca")
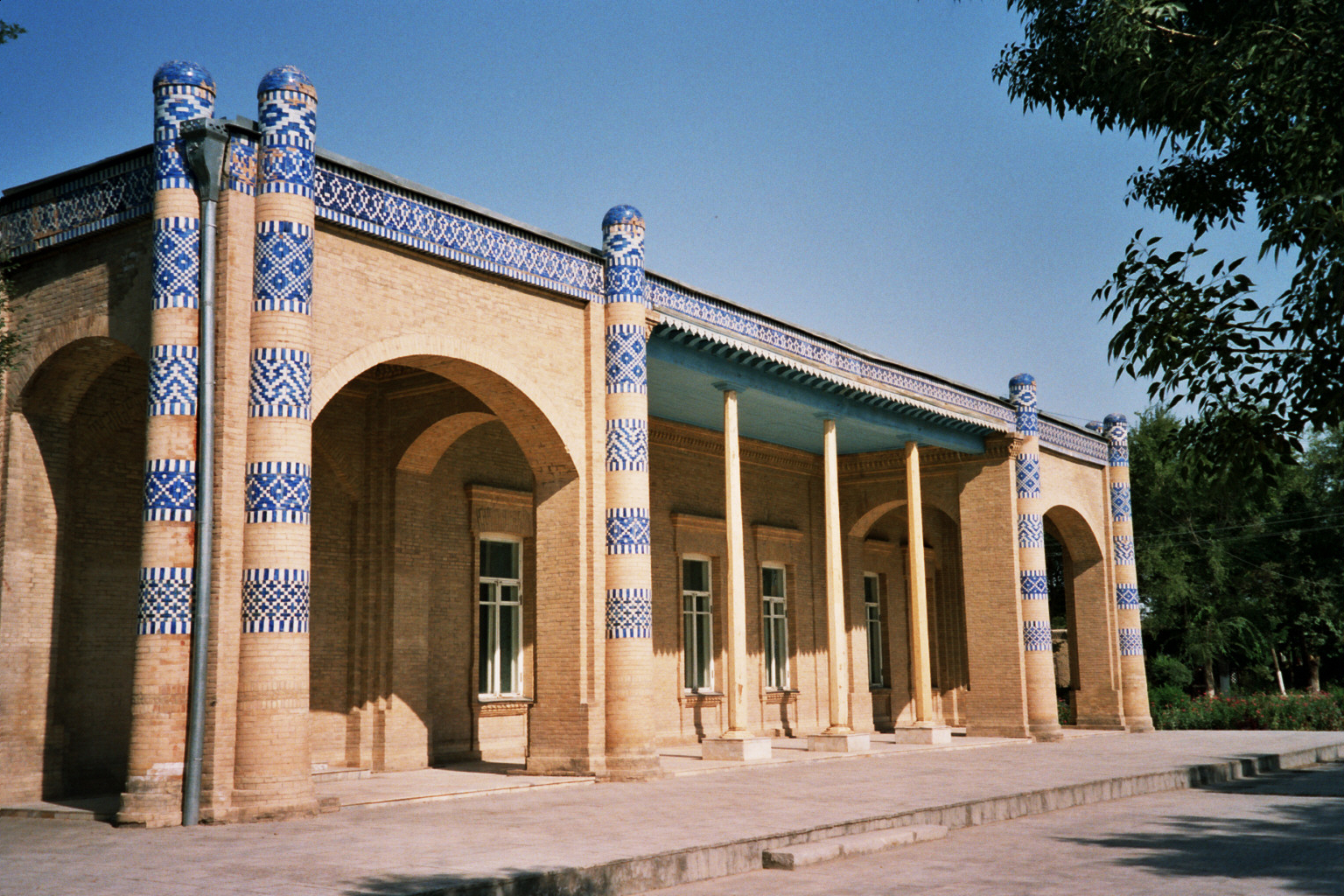
Palácio Narallabay (ou Nurullaboy ou Isfandiyar)
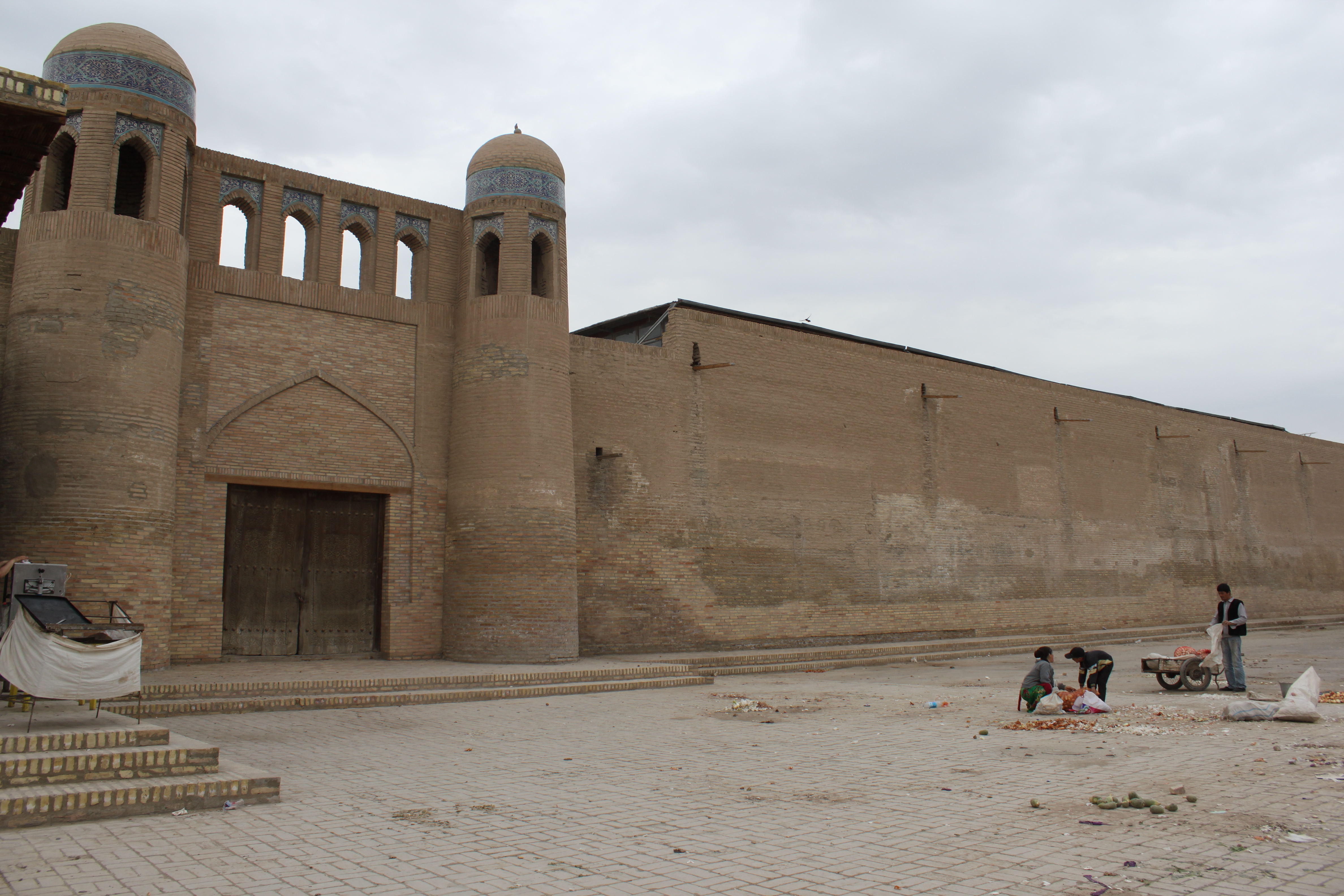
Caravançarai de Alaculi Cã